# The Great Yorkshire Brewery

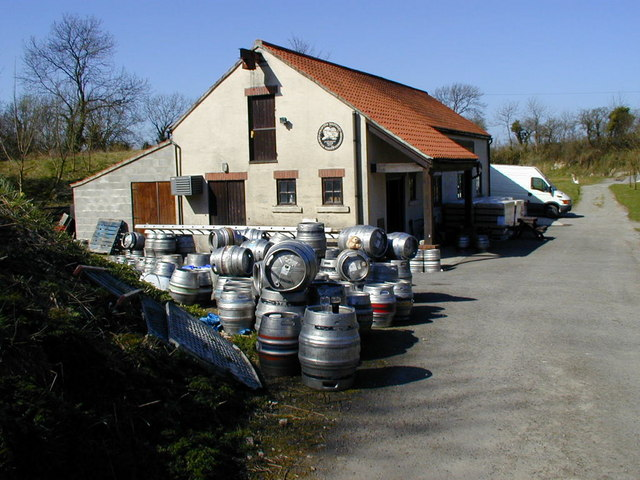
Cropton Brewery

The Great Yorkshire Brewery, före 2010 Cropton Brewery, är ett bryggeri i Cropton, North Yorkshire, Storbritannien. Bryggeriet producerar real ale och invigdes 1984. 

## Exempel på varumärken
- King Billy
- Honey Gold
- Yorkshire Moors Bitter